# Sección de Tenis de Mesa del Real Madrid Club de Fútbol
La sección de tenis de mesa del Real Madrid Club de Fútbol nace en 1944 siendo una de las disciplinas históricas más veteranas del club. Pese a su tradición y al igual que muchas otras, en la actualidad permanece extinta junto al resto de secciones históricas.
Al igual que muchas de esas otras disciplinas, contaba con categoría masculina y femenina.

## Historia
En 1944 se crea junto a la sección de béisbol, la sección de tenis de mesa conocida popularmente como ping-pong, aunque lamentablemente fue suprimida junto al resto de secciones.
En la sección militaron algunos hombres importantes en la historia de este deporte en España como Juan Castillo, campeón nacional, o Manuel Sierra, vicepresidente de la Real Federación Española de Tenis de Mesa (RFETM). También José Luis Fernández- y Aurelio Burgos (que conquistó varios campeonatos nacionales en la década de los cincuenta) entre otros.
Durante su existencia participó en la Primera División de tenis de mesa de España o Liga Nacional de tenis de mesa —actualmente conocida como Superdivisión de tenis de mesa—. En ella cosechó grandes actuaciones pese a no ser una de las secciones más destacadas del club. Entre ellas resaltan algunos títulos como por ejemplo el campeonato de liga conquistado por su equipo femenino en 1975, un año antes del cese de actividades de la sección.

## Palmarés

### Sección masculina
- Campeonato Nacional Individual:
  - Campeón 1956: Juan Castillo Ojugas[10]
  - Subcampeón 1957: Juan Castillo Ojugas
  - Subcampeón 1960: Juan Castillo Ojugas
- Campeonato Nacional de Dobles
  - Campeones 1959: Juan Castillo/Buitrago

### Sección femenina
- 1 Liga Nacional: 1975.[2]